# Ole Heieren Hansen
Ole Christoffer Heieren Hansen (Fredrikstad, 26 febbraio 1987) è un ex calciatore norvegese, di ruolo difensore.

## Carriera

### Club
Heieren Hansen ha cominciato la carriera con la maglia del Selbak, debuttando anche in 3. divisjon con questa maglia. Nel 2005 è stato ingaggiato dallo Sparta Sarpsborg, compagine all'epoca militante in 2. divisjon. In quella stessa stagione, la squadra ha conquistato la promozione in 1. divisjon.
Il 9 aprile 2006, Heieren Hansen ha avuto quindi l'opportunità di esordire in questa divisione, venendo schierato titolare nella sconfitta per 1-0 patita contro il Bodø/Glimt. Il 5 giugno successivo ha trovato la prima rete in questo campionato, con cui ha sancito il successo per 1-0 sull'Hønefoss.
In vista del campionato 2008, lo Sparta Sarpsborg si è unito ad altri club della zona per costituire una nuova società, il Sarpsborg Sparta, che nel 2009 cambierà il proprio nome in Sarpsborg 08. Heieren Hansen ha continuato a giocare così per questa nuova squadra, sempre in 1. divisjon.
Al termine del campionato 2010, il Sarpsborg 08 ha conquistato la promozione in Eliteserien. Il 18 marzo 2011 ha pertanto potuto debuttare nella massima divisione locale, venendo schierato da titolare nella vittoria per 3-0 sul Molde. Il 3 aprile ha trovato il primo gol in questa divisione, nella sconfitta per 4-2 subita sul campo dell'Haugesund. Alla fine di quella stessa annata, il Sarpsborg 08 è retrocesso nuovamente in 1. divisjon.
La squadra ha conquistato nuovamente la promozione nel campionato 2012. Il 27 maggio 2015 ha rinnovato il contratto che lo legava al Sarpsborg 08 fino al 31 dicembre 2017. Il 22 novembre di quello stesso anno ha giocato la finale del Norgesmesterskapet, persa per 2-0 contro il Rosenborg.
Il 5 ottobre 2017, il Sarpsborg 08 ha manifestato ufficialmente la volontà di non rinnovare il contratto di Heieren Hansen, in scadenza alla fine dell'anno.

### Nazionale
Heieren Hansen ha rappresentato la Norvegia a livello Under-18 e Under-19.

## Statistiche

### Presenze e reti nei club
Statistiche aggiornate al 2 gennaio 2018.
| Stagione                | Club                    | Campionato              | Campionato | Campionato | Coppe nazionali | Coppe nazionali | Coppe nazionali | Coppe continentali | Coppe continentali | Coppe continentali | Supercoppe | Supercoppe | Supercoppe | Totale | Totale |
| Stagione                | Club                    | Comp                    | Pres       | Reti       | Comp            | Pres            | Reti            | Comp               | Pres               | Reti               | Comp       | Pres       | Reti       | Pres   | Reti   |
| ----------------------- | ----------------------- | ----------------------- | ---------- | ---------- | --------------- | --------------- | --------------- | ------------------ | ------------------ | ------------------ | ---------- | ---------- | ---------- | ------ | ------ |
| 2003                    | Selbak                  | 3D                      | ?          | ?          | CN              | ?               | ?               | -                  | -                  | -                  | -          | -          | -          | ?      | ?      |
| 2004                    | Selbak                  | 3D                      | ?          | ?          | CN              | ?               | ?               | -                  | -                  | -                  | -          | -          | -          | ?      | ?      |
| Totale Selbak           | Totale Selbak           | Totale Selbak           | ?          | ?          |                 | ?               | ?               |                    | -                  | -                  |            | -          | -          | ?      | ?      |
| 2005                    | Sparta Sarpsborg        | 2D                      | ?          | ?          | CN              | ?               | ?               | -                  | -                  | -                  | -          | -          | -          | ?      | ?      |
| 2006                    | Sparta Sarpsborg        | 1D                      | 25         | 1          | CN              | ?               | ?               | -                  | -                  | -                  | -          | -          | -          | 25+    | 1+     |
| 2007                    | Sparta Sarpsborg        | 1D                      | 25         | 3          | CN              | ?               | ?               | -                  | -                  | -                  | -          | -          | -          | 25+    | 3+     |
| Totale Sparta Sarpsborg | Totale Sparta Sarpsborg | Totale Sparta Sarpsborg | 50+        | 4+         |                 | ?               | ?               |                    | -                  | -                  |            | -          | -          | 50+    | 4+     |
| 2008                    | Sarpsborg 08            | 1D                      | 24         | 2          | CN              | ?               | ?               | -                  | -                  | -                  | -          | -          | -          | 24+    | 2+     |
| 2009                    | Sarpsborg 08            | 1D                      | 30+2       | 0          | CN              | ?               | ?               | -                  | -                  | -                  | -          | -          | -          | 32+    | 0+     |
| 2010                    | Sarpsborg 08            | 1D                      | 27         | 0          | CN              | 1               | 0               | -                  | -                  | -                  | -          | -          | -          | 28     | 0      |
| 2011                    | Sarpsborg 08            | ES                      | 29         | 1          | CN              | 4               | 0               | -                  | -                  | -                  | -          | -          | -          | 33     | 1      |
| 2012                    | Sarpsborg 08            | 1D                      | 28         | 0          | CN              | 3               | 0               | -                  | -                  | -                  | -          | -          | -          | 31     | 0      |
| 2013                    | Sarpsborg 08            | ES                      | 24+2       | 0          | CN              | 2               | 0               | -                  | -                  | -                  | -          | -          | -          | 28     | 0      |
| 2014                    | Sarpsborg 08            | ES                      | 26         | 0          | CN              | 5               | 0               | -                  | -                  | -                  | -          | -          | -          | 31     | 0      |
| 2015                    | Sarpsborg 08            | ES                      | 26         | 3          | CN              | 3               | 0               | -                  | -                  | -                  | -          | -          | -          | 29     | 3      |
| 2016                    | Sarpsborg 08            | ES                      | 14         | 0          | CN              | 4               | 1               | -                  | -                  | -                  | -          | -          | -          | 18     | 1      |
| 2017                    | Sarpsborg 08            | ES                      | 2          | 0          | CN              | 4               | 0               | -                  | -                  | -                  | -          | -          | -          | 6      | 0      |
| Totale Sarpsborg 08     | Totale Sarpsborg 08     | Totale Sarpsborg 08     | 230+4      | 6+0        |                 | 26+             | 1+              |                    | -                  | -                  |            | -          | -          | 260+   | 7+     |
| 2018                    | Kråkerøy                | 3D                      | 0          | 0          | CN              | 0               | 0               | -                  | -                  | -                  | -          | -          | -          | 0      | 0      |
| Totale                  | Totale                  | Totale                  | 280+4+     | 10+0+      |                 | 26+             | 1+              |                    | -                  | -                  |            | -          | -          | 310+   | 11+    |